# Luis Islas
Luis Alberto Islas Ranieri (født 22. december 1965 i Buenos Aires, Argentina) er en tidligere argentinsk fodboldspiller (målmand), der med Argentinas landshold vandt guld ved VM i 1986 i Mexico. Under hele turneringen var han dog reserve for førstemålmanden Nery Pumpido.
Han var også med til at vinde både Confederations Cup 1992 og Copa América 1993 med landet. I alt spillede han 30 landskampe.
Islas spillede på klubplan for adskillige klubber både i hjem- og udlandet. Længst tid tilbragte han hos Independiente, som han vandt to argentinske mesterskaber med. Han spillede også hos blandt andet Estudiantes de La Plata, spanske Atlético Madrid og mexicanske Club Toluca.
I 1992 blev Islas kåret til Årets fodboldspiller i Argentina.